# Canton de la Canourgue
Le canton de la Canourgue est une circonscription électorale française située dans le département de la Lozère et la région Occitanie.

## Représentation

### Conseillers départementaux à partir de 2015
| Période élective | Période élective | Mandat | Mandat   | Identité            | Nuance | Nuance | Qualité |
| ---------------- | ---------------- | ------ | -------- | ------------------- | ------ | ------ | --- |
| 2015             | 2021             | 2015   | 2021     | Valérie Fabre       |        | LR     | Ancienne directrice d'école privée à La Canourgue |
| 2015             | 2021             | 2015   | 2021     | Jean-Paul Pourquier |        | LR     | Agriculteur Maire de Massegros Causses Gorges Ancien conseiller général du canton du Massegros (1988-2015) Président du conseil général de la Lozère (2004-2015) |
| 2021             | 2028             | 2021   | en cours | Valérie Fabre       |        | LR     | Conseillère sortante |
| 2021             | 2028             | 2021   | en cours | Jean-Paul Pourquier |        | LR     | Maire de Massegros Causses Gorges |

### Résultats détaillés

#### Élections de mars 2015
À l'issue du 1er tour des élections départementales de 2015, deux binômes sont en ballotage : Valérie Fabre et Jean-Paul Pourquier (UMP, 42,69 %) et Marie-Dominique Aulas et Philippe Rochoux (MoDem, 27,23 %). Le taux de participation est de 72,37 % (3 706 votants sur 5 121 inscrits) contre 66,11 % au niveau départemental et 50,17 % au niveau national.
Au second tour, Valérie Fabre et Jean-Paul Pourquier (UMP) sont élus avec 55,00 % des suffrages exprimés et un taux de participation de 71,25 % (1 855 voix pour 3 648 votants et 5 120 inscrits).

#### Élections de juin 2021
Le premier tour des élections départementales de 2021 est marqué par un très faible taux de participation (33,26 % au niveau national). Dans le canton de La Canourgue, ce taux de participation est de 48,74 % (2 261 votants sur 4 639 inscrits) contre 48,91 % au niveau départemental. À l'issue de ce premier tour,  le binôme constitué de Valérie Fabre et Jean-Paul Pourquier (DVD , 70,26 %), est élu avec 70,26 % des suffrages exprimés.

## Histoire

### Conseillers généraux de 1833 à 2015
| Période                                                   | Période           | Identité                                                               | Étiquette          | Qualité |
| --------------------------------------------------------- | ----------------- | ---------------------------------------------------------------------- | ------------------ | --- |
| 1833                                                      | 1839              | André Joseph Grégoire                                                  |                    | Ancien juge de paix à La Canourgue |
| 1840                                                      | 1852              | Edouard Durand                                                         |                    | Médecin, juge de paix du canton de La Canourgue |
| 1852                                                      | 1877              | Horace André de Trémontels (1820-1881)                                 | Républicain        | Médecin, maire de La Canourgue |
| 1877                                                      | 1878 (annulation) | Charles de Nogaret                                                     | Droite             | Propriétaire, maire de La Canourgue (1874-1882) |
| 1878                                                      | 1881 (décès)      | Horace André de Trémontels                                             | Républicain        | Médecin, maire de La Canourgue |
| 1881                                                      | 1883              | Georges André de Trémontels (fils d'H.André de Trémontels) (1850-1919) | Républicain        | Propriétaire à La Canourgue |
| 1883                                                      | 1895 (décès)      | Charles de Nogaret (1839-1895)                                         | Droite             | Propriétaire, maire de La Canourgue (1874-1882) |
| 1896                                                      | 1919              | Denis de Nogaret (1870-1946) (fils du précédent)                       | Républicain rallié | Propriétaire à La Canourgue |
| 1919                                                      | 1925              | Bernard Boudon                                                         | RG                 | Docteur-médecin à La Canourgue |
| 1925                                                      | 1931              | Charles de Nogaret (fils de D. de Nogaret)                             | Union nationale    | Employé d'assurances |
| 1931                                                      | 1937              | Jean André de Trémontels (1888-1941) (fils de G.André de Trémontels)   | PSF                | Industriel à La Canourgue |
| 1937                                                      | 1940              | Gaston Fabre                                                           | PSF                | Industriel à La Canourgue, conseiller d'arrondissement Nommé conseiller départemental en 1942 |
|                                                           |                   |                                                                        |                    | |
| 1945                                                      | 1964              | Ernest Privat                                                          | DVD                | Notaire, maire de La Canourgue |
| 1964                                                      | 1970              | Jean-François Pineton de Chambrun                                      | MRP                | Homme d'affaires |
| 1970                                                      | 1988              | Jacques Blanc                                                          | RI puis UDF        | Médecin neuro-psychiatre Député (1973-1977 et 1978-2001) Secrétaire d'État (1977-1978) Président du conseil régional (1986-2004) Maire de La Canourgue (1971-2001 et depuis 2008) Président de la communauté de communes Aubrac-Lot-Causse Sénateur (2001-2011) |
| 1988                                                      | 2015              | Henri Blanc (frère du précédent)                                       | UDF puis UMP       | Maire de La Canourgue de 2001 à 2008 Vice-président du conseil général |
| Source partielle : Annuaires du département de la Lozère. |                   |                                                                        |                    | |

### Conseillers d'arrondissement (de 1833 à 1940)
Le canton de La Canourgue appartenait à l'arrondissement de Marvejols jusqu'à sa disparition en 1926.
| Période                                  | Période | Identité                                          | Étiquette | Qualité |
| ---------------------------------------- | ------- | ------------------------------------------------- | --------- | --- |
| 1833                                     | 1848    | Étienne Bruno Badaroux père (1770-1862)           |           | Notaire à La Canourgue                                                                                      |
| 1848                                     |         | Louis Vaquier-Labaume (1811-1886)                 |           | Propriétaire, maire de Banassac                                                                             |
|                                          |         |                                                   |           | |
| av.1864                                  | 1880    | Frédéric Abinal                                   |           | Médecin à La Canourgue                                                                                      |
| 1880                                     | 1886    | Lucien Badaroux (1803-1889)                       |           | Notaire à La Canourgue                                                                                      |
| 1886                                     | 1892    | Frédéric Abinal (1814-1899)                       |           | Docteur-médecin à La Canourgue                                                                              |
| 1892                                     | 1919    | Charles Reversat                                  |           | Propriétaire à La Canourgue                                                                                 |
| 1919                                     | 1922    | Vincent de Cacqueray de Saint-Quentin (1865-1926) |           | Propriétaire à La Canourgue                                                                                 |
| 1922                                     | 1928    | Célestin Albaret                                  |           | Propriétaire à Rouges Parets, La Canourgue                                                                  |
| 1928                                     | 1937    | Gaston Fabre                                      | URD       | Industriel, maire de La Canourgue                                                                           |
| 1937                                     | 1940    | Élie de Finance de Clairbois (1868-1954)          | Droite    | Licencié en droit, agriculteur, propriétaire, ancien maire de La Canourgue                                  |
| 1940                                     |         |                                                   |           | Les conseils d'arrondissement ont été suspendus par la loi du 12 octobre 1940 et n'ont jamais été réactivés |
| Les données manquantes sont à compléter. |         |                                                   |           | |

## Composition

### Composition avant 2015
Le canton de la Canourgue regroupait 6 communes.
| Nom                      | Code Insee | Codepostal | Superficie (km2) | Population (dernière pop. légale) | Densité (hab./km2) |
| ------------------------ | ---------- | ---------- | ---------------- | --------------------------------- | ------------------ |
| La Canourgue (chef-lieu) | 48034      | 48500      | 104,29           | 2 143 (2012)                      | 21                 |
| Banassac                 | 48017      | 48500      | 17,41            | 876 (2012)                        | 50                 |
| Canilhac                 | 48033      | 48500      | 7,27             | 153 (2012)                        | 21                 |
| Laval-du-Tarn            | 48085      | 48500      | 36,85            | 106 (2012)                        | 2,9                |
| Saint-Saturnin           | 48181      | 48500      | 9,14             | 63 (2012)                         | 6,9                |
| La Tieule                | 48191      | 48500      | 24,00            | 95 (2012)                         | 4                  |

### Composition depuis 2015
Lors du redécoupage de 2014, le canton de la Canourgue comprenait quatorze communes.
À la suite des fusions, au 1er janvier 2016, des communes de Banassac et Canilhac pour former la commune nouvelle de Banassac-Canilhac et, au 1er janvier 2017, des communes du Massegros, de Saint-Georges-de-Lévéjac, du Recoux, des Vignes et de Saint-Rome-de-Dolan pour former la commune nouvelle de Massegros Causses Gorges d'une part et, d'autre part de la fusion de la commune de Sainte-Enimie avec les communes de Montbrun et Quézac pour former la commune nouvelle de Gorges du Tarn Causses, le canton se compose désormais de huit communes entières, la commune de Gorges du Tarn Causses étant entièrement rattachée au canton de Florac Trois Rivières par un décret du 5 mars 2020 qui précise, par ailleurs, la composition du canton. Le bureau centralisateur de ce canton est la commune de La Canourgue.
| Nom                                  | Code Insee | Intercommunalité           | Superficie (km2) | Population (dernière pop. légale) | Densité (hab./km2) | Modifier                                    |
| ------------------------------------ | ---------- | -------------------------- | ---------------- | --------------------------------- | ------------------ | ------------------------------------------- |
| La Canourgue (bureau centralisateur) | 48034      | CC Aubrac Lot Causses Tarn | 104,29           | 2 095 (2022)                      | 20                 | modifier les données · modifier les données |
| Banassac-Canilhac                    | 48017      | CC Aubrac Lot Causses Tarn | 24,68            | 1 069 (2022)                      | 43                 | modifier les données · modifier les données |
| Chanac                               | 48039      | CC Aubrac Lot Causses Tarn | 71,14            | 1 421 (2022)                      | 20                 | modifier les données · modifier les données |
| Laval-du-Tarn                        | 48085      | CC Aubrac Lot Causses Tarn | 36,85            | 103 (2022)                        | 2,8                | modifier les données · modifier les données |
| La Malène                            | 48088      | CC Gorges Causses Cévennes | 40,68            | 131 (2022)                        | 3,2                | modifier les données · modifier les données |
| Massegros Causses Gorges             | 48094      | CC Aubrac Lot Causses Tarn | 159,36           | 936 (2022)                        | 5,9                | modifier les données · modifier les données |
| Saint-Saturnin                       | 48181      | CC Aubrac Lot Causses Tarn | 9,14             | 58 (2022)                         | 6,3                | modifier les données · modifier les données |
| La Tieule                            | 48191      | CC Aubrac Lot Causses Tarn | 24,00            | 95 (2022)                         | 4,0                | modifier les données · modifier les données |
| Canton de la Canourgue               | 4802       |                            | 557,48           | 5 908 (2022)                      | 11                 | modifier les données                        |

## Démographie

### Démographie avant 2015
| 1962  | 1968  | 1975  | 1982  | 1990  | 1999  | 2006  | 2011  | 2012  |
| ----- | ----- | ----- | ----- | ----- | ----- | ----- | ----- | ----- |
| 2 833 | 2 739 | 2 951 | 2 921 | 2 885 | 3 087 | 3 366 | 3 404 | 3 436 |

### Démographie depuis 2015
En 2022, le canton comptait 5 908 habitants, en évolution de −9,86 % par rapport à 2016 (Lozère : +0,11 %, France hors Mayotte : +2,11 %).
| 2013  | 2018  | 2022  |
| ----- | ----- | ----- |
| 6 509 | 6 539 | 5 908 |